# Аукштайтская узкоколейная железная дорога
Аукштайтская узкоколейная железная дорога (лит. Aukštaitijos siaurasis geležinkelis) — железнодорожная линия Паневежис — Аникщяй — Рубикяй в Литве с шириной колеи 750 мм.

## История
Работы по сооружению узкоколейной железной дороги Поневеж (ныне Паневежис) — Поставы были начаты «Первым обществом подъездных путей России» в 1894 году. 11 ноября 1895 года сдан в эксплуатацию участок протяжённостью 71 км от расположенной на Петербургско-Варшавской железной дороге станции Новые Свенцяны (ныне Швенчёнеляй) до станции Поставы, а в 1898 году проложен рельсовый путь от Новых Свенцян до Поневежа протяжённостью 145 км. Линия Поневеж — Поставы была первой в Российской империи, на которой применялась колея шириной 750 мм, регулярное движение поездов по ней было открыто 28 сентября 1899 года.
В Поневеже и Новых Свенцянах были открыты паровозные депо (на 2 и 12 стойл соответственно), в подвижном составе дороги насчитывалось 15 паровозов, 112 товарных, 58 пассажирских и 6 почтовых вагонов. В 1903 году дорога перевезла 65 тыс. тонн грузов и более 40,6 тыс. пассажиров. В 1916 году участок Лынтупы — Поставы был перешит на колею 1435 мм.
В межвоенные годы линия Паневежис — Лынтупы стала одной из частей огромного Паневежского куста узкоколеек. Так в 1937—1938 годах от Паневежиса была проложена ветка длиной 36 км к Йонишкелису, от которого в свою очередь отходили узкоколейки к станциям Губерния и Йонишкис на линии Рига — Шяуляй, а также к станции Биржай через Пасвалис (эти линии были построены ещё в 1916 году немецкой армией и имели колею 600 мм, к 1938 году перешиты на колею 750 мм). Аукштайтская железная дорога играла важную роль в транспортировке древесины, кварцевого песка, льна, сахарной свёклы, зерна, существовали пассажирские перевозки.
В 1960-е годы взамен паровозам стали поступать тепловозы ТУ2, началось постепенное сокращение протяжённости сети узкоколеек. Закрытию подверглись линии Йонишкис — Жеймялис (в 1961 году), Швенчёнеляй — Лынтупы (1967), Йонишкелис — Жеймялис (1979). Сохранялось движение грузопассажирских поездов Паневежис — Утена и Паневежис — Биржай.
Линия Паневежис — Швенчёнеляй к 1983 году превратилась в тупиковую ветку длиной 68,4 км, заканчивающуюся на станции Рубикяй. Это произошло вследствие демонтажа участка Рубикяй — Утена и перешивки на широкую колею участка Утена — Швенчёнеляй. До начала 1990-х годов дорога характеризовалась достаточно интенсивными грузовыми перевозками. По воспоминаниям бывшего начальника станции Аникщяй Йонаса Беляускаса, станция работала круглосуточно, через неё в отдельные дни проходило до 120 вагонов.
Согласно Служебному расписанию пригородных поездов Шяуляйского отделения Прибалтийской железной дороги в 1989 году по маршруту Паневежис — Аникщяй в выходные дни курсировала одна пара грузопассажирских поездов. Расстояние между конечными пунктами поезд преодолевал за 2 часа 15 минут. Другая часть дороги, Аникщяй — Рубикяй протяжённостью 12 км, с августа 1988 года и до 1992 года использовалась в качестве детской железной дороги.

## Современное состояние

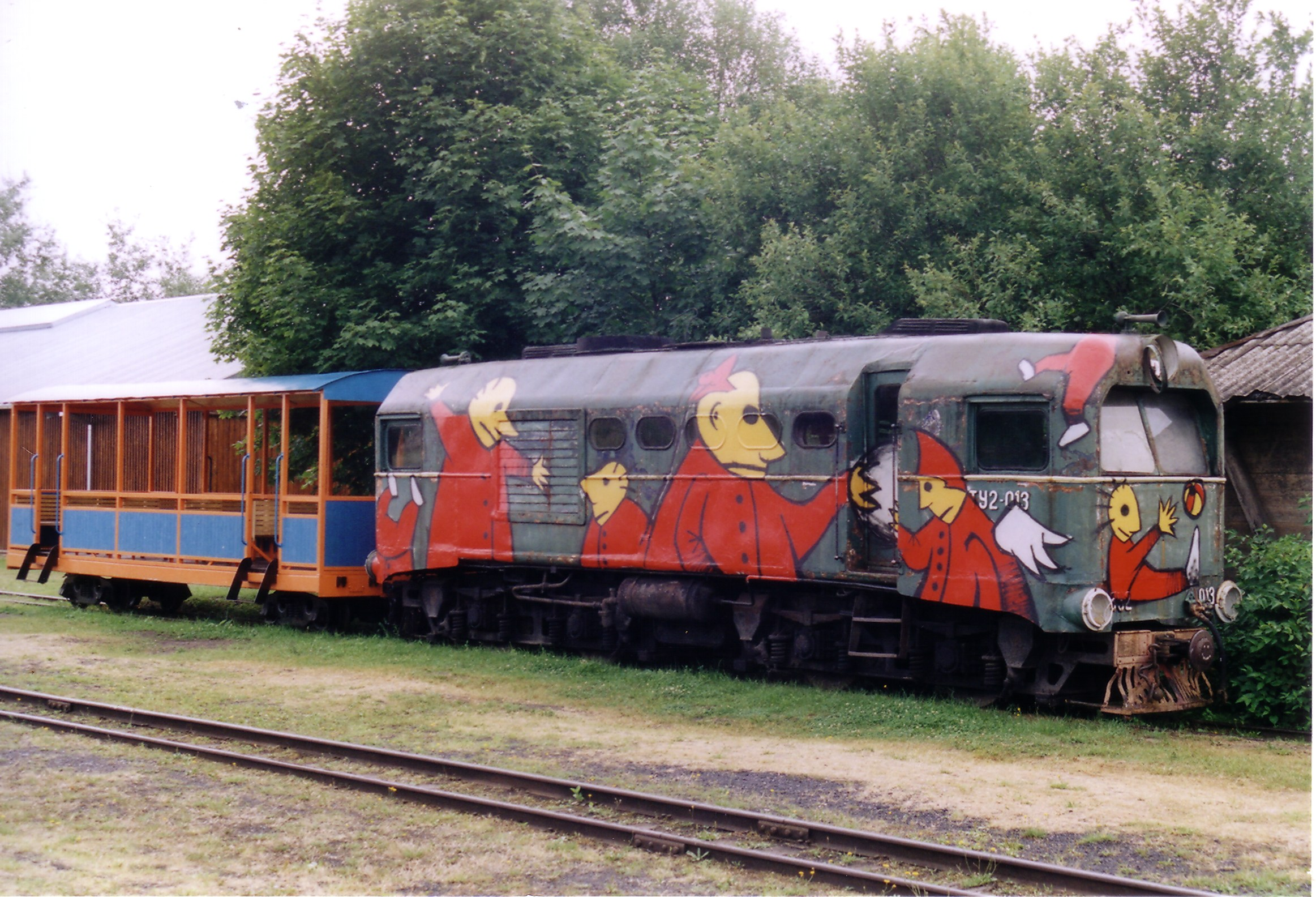
Тепловоз ТУ2 с туристическим поездом на станции Аникщяй

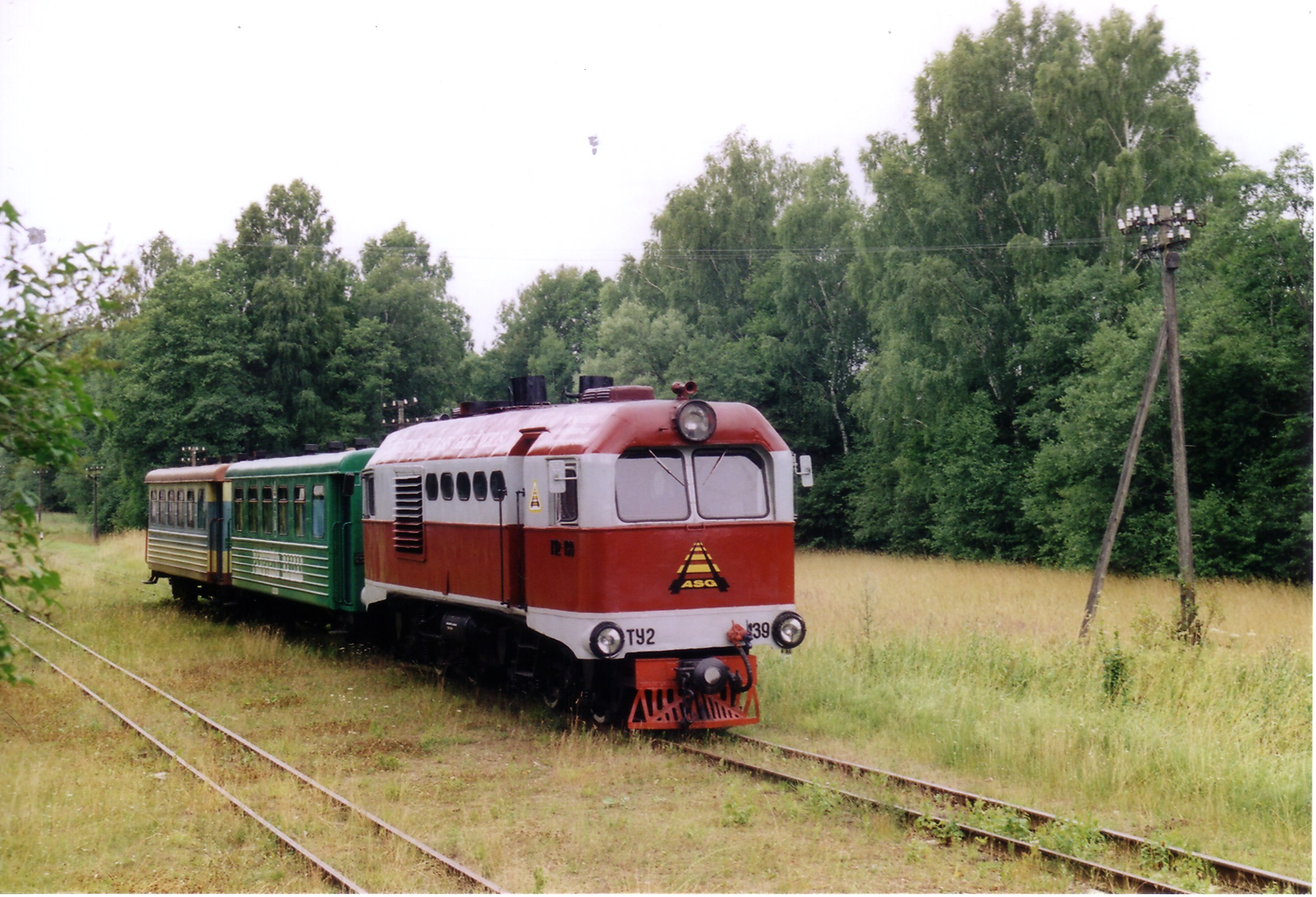
Тепловоз ТУ2 с туристическим поездом на станции Аникщяй

В 1996 году были окончательно закрыты узкоколейные дороги к северу от Паневежиса. 
В 1996 году приказом министра культуры Аукштайтский узкоколейный железнодорожный комплекс был внесён в список строительных комплексов и ансамблей Регистра недвижимых культурных ценностей Литовской Республики и получил статус объекта культурного наследия.
В состав охраняемого государством комплекса входят: участки узкоколейной железной дороги Паневежис — Биржай, Панявежис — Рубикяй, Йонишкелис — Линкува общей протяжённостью 179 км и площадью 1340 га, железнодорожные станции, производственные здания, искусственные сооружения.
В 2001 году 9 июля была учреждена государственная организация «Аукштайтская узкоколейная железная дорога».
Осенью 1999 года, в год столетия Аукштайтской узкоколейки, было прекращено движение грузовых составов, а с 25 марта 2001 года отменено регулярное пассажирское сообщение. После этого железнодорожная линия Паневежис — Рубикяй стала использоваться только для движения туристических поездов.
В городе Аникщяй создан музей узкоколейной железной дороги. В музее представлен современный и исторический подвижной состав, в том числе паровоз Кч4-107, доставленный в Аникщяй в 2002 году. Сохранились здание станции Аникщяй, водонапорная башня, стальной мост через реку Швентойи.
Линии Паневежис — Биржай и Йонишкелис — Линкува не действуют и непригодны для движения.
По состоянию на 2025 год движение туристических поездов осуществляется на всей протяжённости дороги Паневежис — Рубикяй.